# Centotheca uniflora
Centotheca uniflora är en gräsart som beskrevs av Jason Richard Swallen. Centotheca uniflora ingår i släktet Centotheca och familjen gräs.
Artens utbredningsområde är Vietnam. Inga underarter finns listade i Catalogue of Life.